# 생활임금
생활임금(生活賃金, 영어: living wage) 또는 생활급(生活給)은 물가와 노동자 및 부양가족의 최저생계비를 고려하여, 노동자의 최저생활비를 보장해주는 개념이다. 한국의 공공부문 사례를 보면, 사용자의 임금지급능력과 노동자, 부양가족의 최저생계비를 측정하여 통상임금인 시간당 임금을 최저임금보다 1-2천원 높게 정한다.
욕구는 음식, 주거 및 의류와 같은 기타 필수 요구 사항을 포함하도록 정의된다. 생활 임금의 목표는 근로자가 정부 보조금 없이 고용을 통해 기본적이지만 적절한 생활 수준을 감당할 수 있도록 하는 것이다. "필요"라는 용어의 유연한 특성으로 인해 생활 임금이 무엇인지에 대한 보편적으로 받아들여지는 척도는 하나도 없으므로 위치와 가구 유형에 따라 다르다.관련 개념은 가족 임금의 개념이다.
생활임금은 최저임금과 차이가 있는데, 최저임금은 기본적인 삶의 질에 대한 요건을 충족하지 못해 근로자가 추가 소득을 위해 정부 프로그램에 의존하게 될 수 있다는 점이다. 생활임금은 일반적으로 지방자치단체에서만 채택되어 왔다. 경제적 측면에서 최저임금은 가격 발견에 의해 만들어진 유보임금이 아니라 법적 문턱에 의해 만들어진 노동의 가격 하한이다. 생활임금은 목표가격 하한선을 결정하기 위한 가능한 지침 중 하나이고, 최저임금은 선택한 가격 하한선을 시행하기 위한 정책이다.
영국과 뉴질랜드에서 옹호자들은 생활 임금을 추가 소득이 없는 주당 40시간 일하는 사람이 음식, 피난처, 유틸리티, 교통, 의료 및 보육과 같은 겸손하지만 괜찮은 삶을 위한 기본을 감당할 수 있어야 한다는 의미로 정의한다.생활 임금 옹호자들은 생활 임금을 4인 가족의 빈곤선에 해당하는 임금으로 추가로 정의했다. 소득은 가족이 '현대 사회에서 먹을 것, 피난처, 의복, 의료, 교통 및 기타 생활 필수품을 확보'할 수 있도록 해야 한다. 그레이터 런던 당국(GLA)이 사용하는 생활 임금의 정의는 중위수의 60%의 소득으로 계산된 임계 임금이며 예상치 못한 사건을 허용하기 위해 추가로 15%를 계산한다.
생활임금 캠페인은 미국과 영국에서 각각 레이거노믹스와 대처주의에 대한 대응으로 이루어졌으며, 이들은 거시경제 정책을 신자유주의로 전환했다. 저소득 근로자의 구매력을 높임으로써 생활임금은 경제 상태를 개선하기 위해 수요를 촉진하는 데 중점을 둔 케인즈주의와 포스트 케인즈주의 경제학에 의해 뒷받침된다.

## 생활임금의 역사
생활임금 개념은 그렇게 정의되지는 않았지만 플라톤과 아리스토텔레스와 같은 고대 그리스 철학자들의 저작으로 거슬러 올라갈 수 있다. 둘 다 필요, 특히 공동선을 보장하는 것을 고려하는 소득을 주장했다.아리스토텔레스는 자급자족을 행복의 요건으로 보았는데, 이를 '그 자체로 삶을 선택할 가치가 있고 아무것도 부족하게 만드는 것'으로 정의했다. 가난한 사람들이 국가에서 지속 가능한 생계를 유지할 수 있도록 하는 책임을 부여했기 때문에 그의 생각은 생활 임금에 대한 지원의 초기 예로 간주된다.
개념의 진화는 '정의로운 임금'을 주장한 토마스 아퀴나스와 같은 중세 학자들에게서 나중에 볼 수 있다. 정의로운 임금의 개념은 모든 사람이 필수품에 접근할 수 있도록 하는 정의로운 가격의 개념과 관련이 있었다. 생필품에 접근하지 못하게 하는 가격과 임금은 접근하지 못하는 사람들의 미덕을 위태롭게 할 것이기 때문에 부당한 것으로 간주되었다.
부국강세에서 아담 스미스는 실질 임금 상승이 "하위 계층의 상황에서의 개선"으로 이어지므로 사회에 유리하다는 것을 인식했다. 성장과 자유 체제는 노동 빈곤층이 더 높은 임금과 수용 가능한 생활 수준을 확보할 수 있는 수단이었다. 실질임금 상승은 안정적인 물가수준, 즉 인플레이션의 영향을 받지 않는 물가에 대한 생산성 증가를 통한 성장에 의해 확보된다. 정치 제도를 통해 확보된 자유 체제는 "하위 계층"조차도 더 높은 임금과 수용 가능한 생활 수준의 기회를 확보할 수 있었다.
스미스는 이러한 글을 바탕으로 노동이 생산하는 것의 공평한 몫을 노동이 받아야 한다고 주장했다. 스미스에게 이 공평한 몫은 생계 이상이었다. 스미스는 노동의 이익과 토지의 이익을 가장 중요한 사회적 이익과 동일시했다. 그는 임금과 임대료가 상승함에 따라 생산성이 높아짐에 따라 사회적 성장이 일어나 구성원 대부분의 삶의 질이 높아질 것이라고 추론했다.
스미스와 마찬가지로 생활임금 지지자들은 더 높은 임금과 생활임금을 통해 사회에 더 큰 이익이 달성된다고 주장한다. 정부는 사회 다수를 위한 사회적 이익을 창출하기 위해 이윤을 추구하는 사람들의 이익과 노동의 이익을 일치시키려고 시도해야 한다고 주장한다. 스미스는 생산성과 전반적인 성장이 높은 임금으로 이어져 사회에 더 큰 혜택을 준다고 주장했다. 그의 글을 바탕으로 스미스가 경제의 전반적인 성장에 상응하는 생활임금을 지지할 것이라고 추론할 수 있다. 이것은 차례로 사람들에게 더 많은 행복과 기쁨을 가져다주는 동시에 가족과 사람들이 가난에서 벗어나도록 도울 것이다. 정치 제도는 더 높은 생산을 통해 더 높은 임금을 받을 수 있는 기회를 보장하고 따라서 사회의 안정적인 성장을 보장하기 위해 개인에게 자유 시스템을 만들 수 있다.
1891년 교황 레오 13세는 레룸 노바룸이라는 제목의 교황 황소를 발표했는데, 이는 가톨릭 교회의 생활 임금을 지지하는 견해의 첫 번째 표현으로 간주된다. 교회는 임금이 가정을 부양하기에 충분해야 한다고 인식했다. 이 입장은 그 이후로 교회의 폭넓은 지지를 받아왔으며, 1931년 교황 비오 11세에 의해, 1961년 교황 요한 23세가 회칙 마테르와 마기스트라에 글을 쓰는 등 여러 차례 교황권에 의해 재확인되었다. 보다 최근에 교황 요한 바오로 2세는 "따라서 모든 경우에 정당한 임금은 전체 사회경제적 시스템을 검증하고 어떤 경우에도 정당하게 기능하고 있는지 확인하는 구체적인 수단이다."라고 썼다.

### 미국
19세기 말, 미국에서 생활임금에 대한 관심과 운동이 발생하기 시작했고, 1992년 미국 볼티모어 주에서 실시하였다. 당시 생활임금은 '가족임금'의 개념으로서 노동자들이 가족을 부양하기 위한액으로 정의되었다. 서울 연구원에서 생활임금을 연구한 결과를 보면(자세한 이야기는 서울연구원 누리집에서 PDF 문서를 내려받아서 읽을 수 있음), 영국에서는 런던 시에서 시행하고 있으며, 노동계와 종교계등에서 동참했다.

### 한국

#### 부천시
한국에서는 생활임금에 대한 논의가 거의 이루어지지 않다가, 2011년을 기점으로 생활임금에 대한 이야기가 나오기 시작하였다. 생활임금 추진은 크게 경기시와 같이 지방자치단체 조례를 제정하는 방향과 서울 노원구 성북구와 같이 자치단체장의 행정명령으로 시행하는 방향으로 나누어 진행되었다. 부천시는 2012년부터 노사민정협의회를 중심으로 생활임금 조례를 제정하기 위한 논의를 시작하여 2013년 12월 생활임금조례를 제정하였고, 2014년 4월 1일부터 시행하게 되었다.

#### 서울시
서울시에서는 생활임금 조례를 제정하여, 2017년 생활임금을 당시 최저임금 6470원에 127%를 곱한 8,179원이 시간당 임금이 되도록 했다. 생활임금을 연구한 서울시연구원에 따르면, 3인 가족을 기준으로 교통비,교육비등의 생활비용, 물가상승률등을 셈한 것이다. 2018년부터는 22%를 곱한 9211원으로 정하여 시행하기로 2017년 결정하였다.
서울 노원구와 성북구는 2013년부터 구청장의 행정명령으로 생활임금제도를 시행하여 한국 노동자 한 달 평균 임금의 58% 수준으로 정하였다. 일부에서는 사용자의 노동비용 부담이 커져서 실업률이 늘어날 것으로 보는 이들도 있으나, 서울시 성북구의 사례를 보면 노동자들의 의욕이 높아져서 공공서비스의 질이 좋아진 것으로 나타났다. 왜냐면 임금이 늘어나면 당연히 생산성도 오르기 때문이다.(투자효율이론)

#### 생활임금 조례
한편, 김경협 국회의원은 2014년 1월 지방자치단체가 생활임금 조례를 제정하기 위한 법률적인 근거 마련을 위해 생활임금법(최저임금법 일부개정법률안)을 대표발의했고, 2015년 7월에는 국가 및 지자체가 공공계약 체결하는 경우 생활임금제를 시행할 수 있도록 하는 공공계약법(국가계약법, 지방계약법) 일부개정법률안을 대표발의했다.

#### 광주광역시
광주광역시 서구에서는 노동인권 전문가인 진재영 노무사를 대표로 위촉한 생활임금 연구위원회에서, 4차례에 걸친 토론을 거쳐 사용자의 임금지급능력, 타 공공부문 사례, 노동자 및 부양가족들의 최저생계비등을 고려한 보고서를 작성했다.(2017년 진재영 노무사의 페이스북 담벼락에서 확인함)

#### 인천광역시 부평구
인천광역시 부평구는 생활임금을 실시하고 있는데, 기혼노동자들의 지출중에서 교육비 지출이 많다는 사실에 집중하여 계획했다.

## 현대 사상
생활임금에 대한 다양한 아이디어는 지역사회에서 이를 채택하도록 추진한 현대 캠페인을 통해 발전되었다. 생활임금 지지자들은 임금이 단순한 노동에 대한 보상 그 이상이라고 주장해 왔다. 이는 생계를 보장하는 수단이며 임금 수준과 품위를 모두 다루는 공공 정책으로 이어진다.  Andrea Werner와 Ming Lim의 현대 연구에서는 생활 임금에 대한 철학적, 윤리적 통찰력에 대해 John Ryan , Jerold Waltman 및 Donald Stabile 의 작업을 분석했다.
존 라이언(John Ryan)은 권리의 관점에서 생활임금을 주장한다. 그는 생활임금을 모든 노동자가 '자연의 공통 혜택'으로부터 누릴 수 있는 권리로 간주한다.  그는 자원의 개인 소유권으로 인해 스스로 유지하기 위해 자원이 필요한 다른 사람들이 자원에 접근하는 것이 불가능하다고 주장한다. 따라서 생활임금권을 이행할 의무는 민간자원의 소유자와 고용주에게 있다. 그의 주장은 임금이 단순한 생활비를 제공해야 한다는 것을 넘어 인간에게 '합리적인 한계 내에서 신체적, 지적, 도덕적, 영적 모든 능력을 발전'시킬 수 있는 능력을 제공해야 한다는 것이다.  그에게 생활임금은 '노동자를 품위있게 유지하기에 충분한 보수'이다 .
제롤드 월트만(Jerold Waltman)은 생활임금에 대한 사례(A Case for the Living Wage) 에서 생활임금이 개인의 권리가 아닌 공동체, 즉 ' 시민 공화주의 ' 관점에서 주장된다. 그는 시민들이 지역 사회와 연결되어야 하며, 따라서 개인과 공동체의 이익이 불가분의 관계에 있다고 생각한다. 시민 공화주의 와 상반되는 두 가지 주요 문제는 빈곤과 불평등이다. 생활임금은 개인에게 어느 정도 자율성을 허용하고 필연적으로 부자와 가난한 사람 사이의 사회적 균열로 이어질 수 있는 불균형한 소득과 부를 방지하는 물질적 기반을 제공함으로써 이러한 문제를 해결하기 위한 것이다. 생활임금은 더 나아가 부자들의 정치적 이해관계가 가난한 사람들의 필요를 훼손하지 않도록 방지하기 위해 필요한 모든 계층의 사람들의 정치적 참여를 허용한다. 생활임금에 대한 이러한 주장은 종합적으로 볼 때 '사회적 지속가능성과 결속'을 위한 필수 요소로 볼 수 있다.
도널드 스타빌(Donald Stabile)은 도덕적 경제사상 과 지속가능성, 역량, 외부성 등 관련 주제 에 기초한 생활임금을 주장한다. 대체로 Stabile은 경제의 지속 가능성을 위해서는 사람들이 '괜찮은 숙소, 교통, 의복 및 개인 관리' 수단을 보유해야 한다고 지적한다.  그는 개인의 필요 사항이 상황에 따라 변할 수 있고 문화 간, 그리고 다양한 거시경제적 상황 하에서 시간이 지남에 따라 변할 수 있다고 보기 때문에 이 진술에 자격을 부여한다.  이는 생활임금의 개념과 정의가 모든 장소와 시대에 걸쳐 객관적이 될 수 없음을 시사한다. 가망성에 대한 Stabile의 생각은 Amartya Sen 의 가망성 접근 방식 에 대한 작업 을 직접 참조한다.  생활임금과의 연계는 소득이 배타적이지는 않지만 중요한 능력 수단이라는 생각이다. 사람들의 능력이 향상되면 사회와 근로자로서 더 나은 기능을 발휘할 수 있다. 이러한 능력은 부모에서 자녀에게 더 많이 전달된다. 마지막으로 Stabile은 생활임금의 부족을 다른 사람에게 부정적인 외부 효과를 부과하는 것으로 분석한다. 이러한 외부효과는 '인력을 착취하고 고갈'시킴으로써 노동자 재고를 고갈시키는 형태를 취한다.  이는 기업이 인건비 전액을 지불하지 않아 제품을 과잉 생산하게 되므로 경제적 비효율성을 초래한다.
다른 동시대 설명에서는 생활 임금 부족으로 인해 발생하는 외부 효과 를 주제로 다루었다. Muilenburg와 Singh은 주택, 학교 급식과 같은 복지 프로그램을 고용주가 낮은 임금을 지불할 수 있는 보조금으로 간주한다. 외부 효과의 형태를 취하는 이러한 보조금  물론 사회에서 세금의 형태로 지불된다. 이러한 생각은 고용주가 세금 공제, 주택, 혜택 및 기타 임금 보조금을 통해 인력을 유지하는 데 드는 사회적 비용을 상쇄한다고 주장하는 Grimshaw에 의해 반복된다.  이 문제는 2016년 미국 민주당 예비선거 에서 버니 샌더스(Bernie Sanders) 대선 후보 가 “어려운 노동자 가족이 미국에서 가장 부유한 가족에게 보조금을 지급할 필요가 없어야 한다”고 언급하면서 제기됐다. 미국에서 가장 부유한 가문이 소유한 대형 소매업체 월마트는 공정한 임금을 지급하지 않고 납세자들로부터 보조금을 받고 있었다.
생활임금 조례를 지지하는 사람들은 주로 최저 임금 부족이 미치는 부정적인 영향을 연구한다. 최저 임금과 생활 임금 조례를 교차 비교하면 생활 임금 시행에 심각한 심리적 영향이 있다.  생활임금 중심 정책을 선호하는 사람들은 최저임금 산정에서 심각하게 부족한 지역별 비용을 인정하는 것이 중요하다고 주장한다. 이러한 사고방식은 생활임금이 시행될 경우 참여도와 성과를 모두 향상시킬 수 있다고 주장한다.

## 영향
연구에 따르면 최저임금법과 생활임금법은 빈곤에 서로 다른 영향을 미치는 것으로 나타났다. 생활임금법이 빈곤을 감소시킨다는 증거가 있다.  최저임금법과 생활임금법의 영향을 받는 당사자는 생활임금법이 일반적으로 보다 제한된 인구 부문에 적용되기 때문에 서로 다르다. 생활임금법 적용 대상 근로자는 현재 임금 분포 최하위 1/4의 1~2% 사이인 것으로 추산된다.  생활 임금 법안이 실제 생활에 미치는 영향을 해결하는 것이 중요하다. 임금 인상은 이윤을 추구하는 조직과 기업의 비용을 절감하므로 저임금 근로자의 취업 기회를 감소시킬 수 있다. 임금 인상에도 불구하고 풀은 작아진다.
Neumark와 Adams는 "생활임금 조례가 도시 빈곤을 감소시키는가?"라는 논문에서 "생활임금 조례가 이 조례가 제정된 지역에서 빈곤율을 어느 정도 감소시킨다는 증거가 있다. 그러나 다음과 같은 증거는 없다."라고 말한다. 주 최저 임금법이 그렇게 한다."
Zeng과 Honig가 캐나다 해밀턴 에서 실시한 연구 에 따르면 생활 임금 근로자는 정서적 헌신이 더 높고 이직 의도가 더 낮은 것으로 나타났다.  생활 임금을 받는 근로자는 "조직의 공공 이미지 보호, 동료의 문제 해결 지원, 기술 및 기법 개선, 경영진에 제안 또는 조언 제공, 그리고 조직에 관심을 갖고 있어요."  저자는 이러한 결과를 사회 교환 이론을 통해 해석하는데 , 이는 직원이 자신이 유리한 대우를 받았다고 인식할 때 고용주와 직원이 서로에 대해 느끼는 상호 의무를 지적한다.

## 실행 방안

### 호주

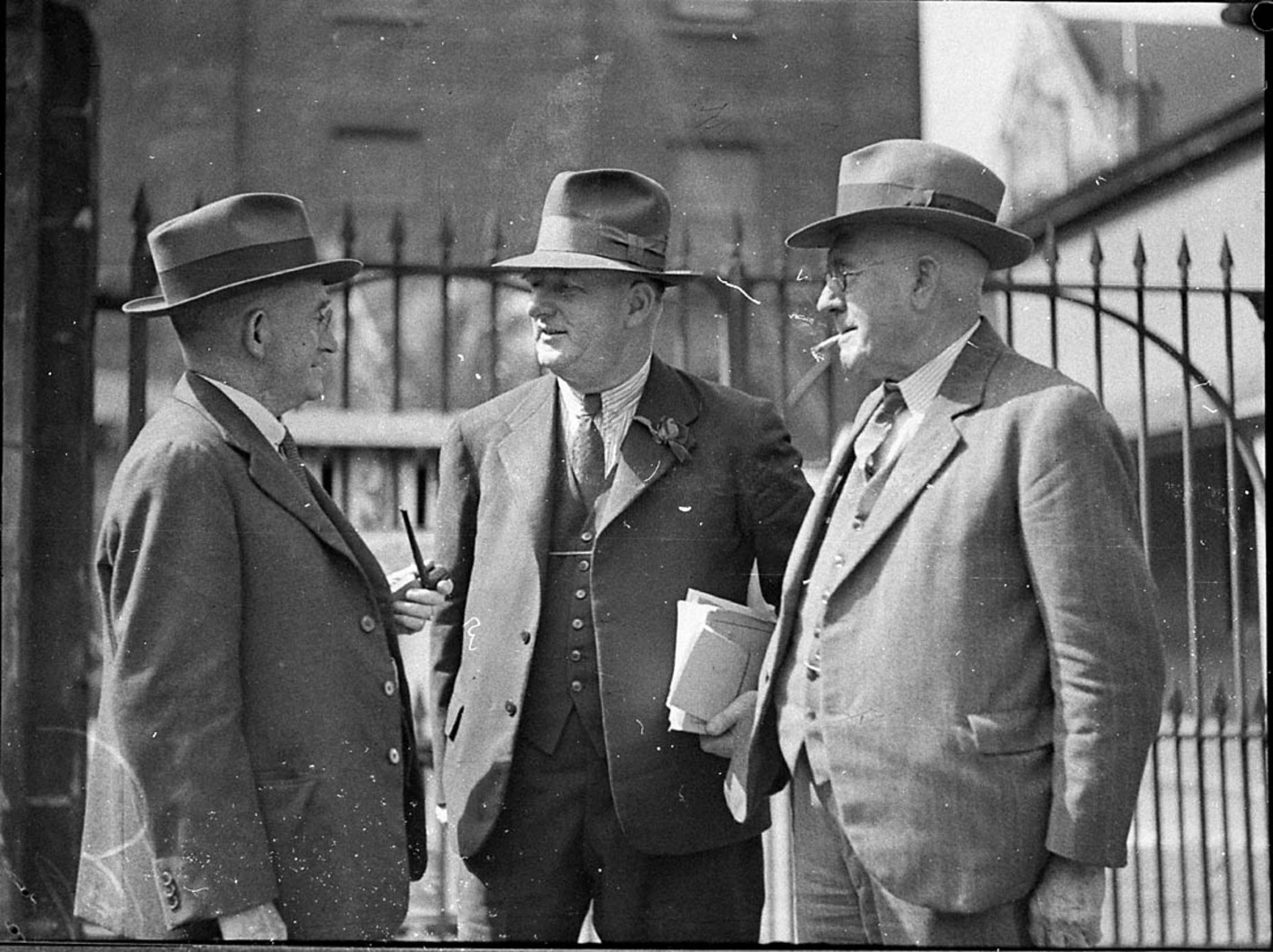
호주 시드니의 생활임금 조사 (1935)

1907년 호주 하베스터 판결은 고용주가 직원들에게 "문명화된 공동체의 인간"이 "현재... 기준으로 추정되는 소박한 안락함"에서 생활하기에 합리적인 생활 수준을 보장하는 임금을 지급할 의무가 있다고 판결했다 고용주의 지불 능력에 관계없이. H. B. 히긴스 판사는 비숙련 노동자를 위한 '공정하고 합리적인' 최저임금으로 하루 7/- (7실링) 또는 주당 42/-의 임금을 책정했다.

### 방글라데시
방글라데시에서는 급여가 세계에서 가장 낮은 편에 속한다. 2012년 임금은 환율에 따라 월 약 38달러를 기록했다. 2010년부터 2012년까지 더그 밀러 교수의 연구에 따르면, 영국 패션 리테일의 지속 가능한 노동 비용에 대한 글로벌 무역 관행이 변화하고 있음을 강조했다. 2013년 맨체스터 대학교에서 발표한 이 백서는 구매 조직 간의 경쟁이 방글라데시와 같은 국가의 저임금에 영향을 미친다는 것을 시사하는 것으로 보인다. 이 백서는 지속 가능한 임금을 달성하기 위한 로드맵을 제시했다.

### 영국
1524년에 영국 제도의 일부 마을에서 임금 수준에 대한 시의 규제가 시작되었다. 1909년 윈스턴 처칠의 무역위원회법으로 시작된 국가 최저임금법은 1945년에 경제의 여러 부문에서 최저임금 기준을 설정했다. 1993년에 임금위원회가 폐지되었고, 1998년에는 여전히 시행 중인 국가 최저임금법에 의해 단일 법정 국가 최저임금으로 대체되었다. 이 비율은 매년 국가 최저임금위원회에서 검토한다. 2016년 4월 1일부터 최저임금은 25세 이상의 근로자에게 의무적인 국민생활임금으로 지급되고 있다. 2016년부터 2020년까지 단계적으로 시행되었으며 이전 최저임금보다 훨씬 높은 수준으로 설정되었다. 2020년까지는 시간당 최소 9파운드로 인상되어 영국 중위 소득의 60%에 해당하는 정규직 연간 임금을 의미할 것으로 예상되었다. 실제로 이 수준은 2022년까지 시간당 9파운드 미만으로 유지되었다.
그럼에도 불구하고 국민 생활임금은 생활임금재단이 산정한 생활임금의 가치보다 낮다. 일부 조직은 법정 수준보다 약간 높은 수준에서 자발적으로 직원들에게 생활임금을 지급한다. 2014년 9월부터 모든 NHS 웨일즈 직원들은 생활임금위원회가 권장하는 "생활임금"의 최저 임금을 지급받았다. 약 2,400명의 직원들이 영국 전역의 변화율 의제보다 최대 470파운드의 초기 급여 인상을 받았다.

### 미국

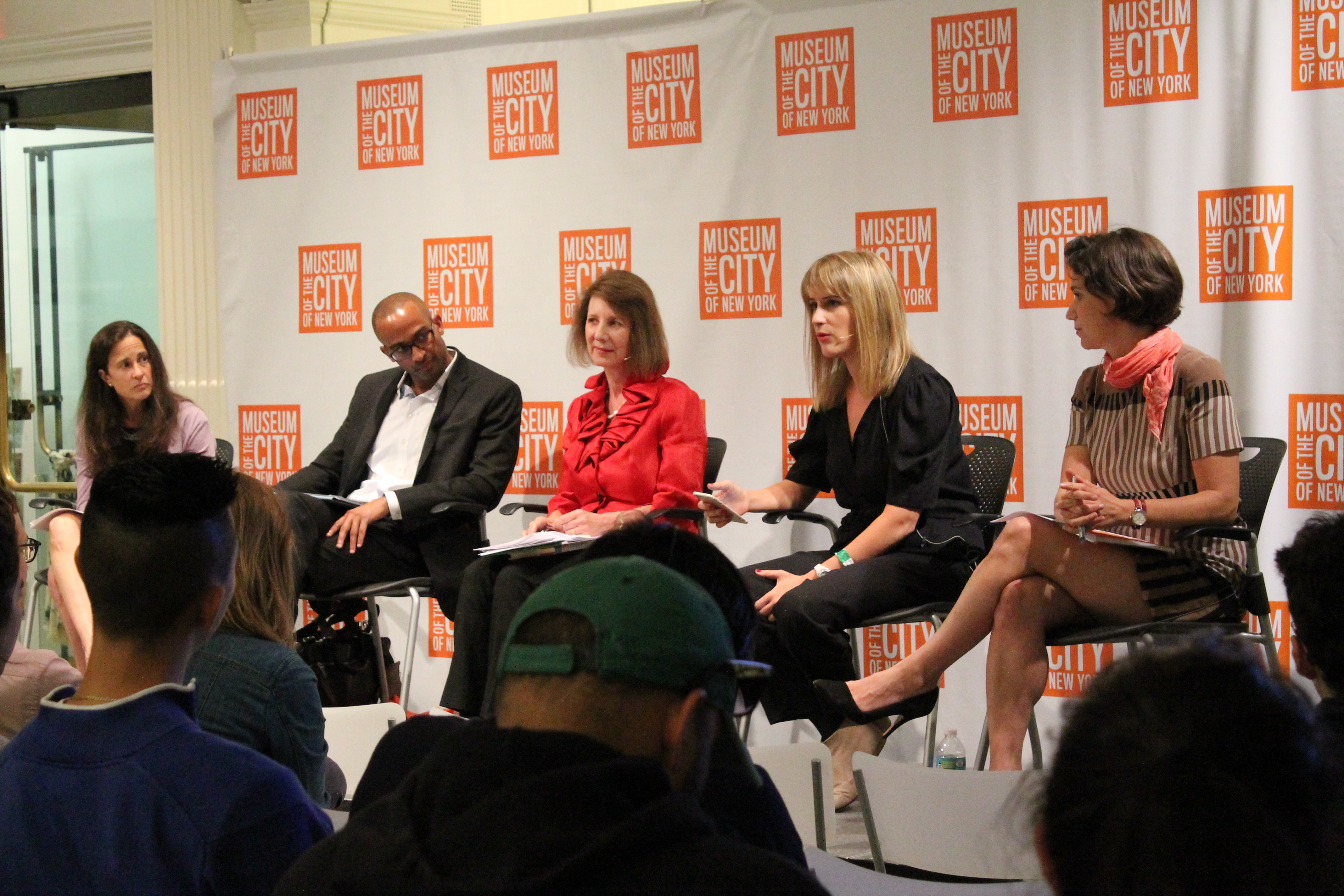
2015년 뉴욕시 리빙 시티, 리빙 임금 행사

2006년 현재 생활임금법이 적용된 미국 도시로는 뉴멕시코의 산타페와 앨버커키, 캘리포니아주 샌프란시스코, 워싱턴 D.C.가 있다. 일리노이주 시카고시도 2006년에 생활임금 조례를 통과시켰지만, 리처드 M. 데일리 시장에 의해 거부되었다.생활임금법은 일반적으로 국가의 지원을 받거나 정부와 계약을 맺은 기업들만을 대상으로 한다.

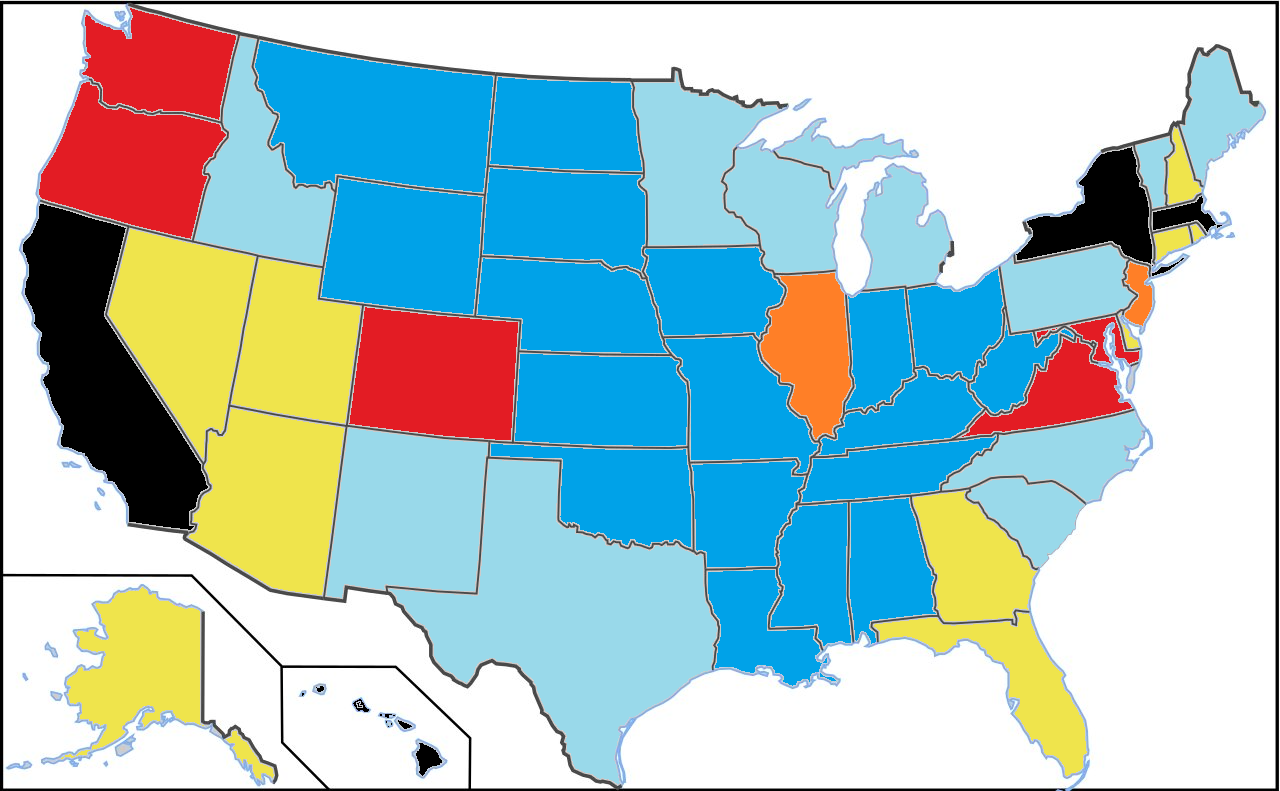
2023년 기준 MIT 생활임금 계산기에 따른 아동이 없는 한 개인의 생활임금별 미국 히트맵
$15-15.99
$16.00-16.99
$17.00-17.99
$18.00-18.99
$19.00-19.99
$20+

2014년, 위스콘신 서비스 직원 국제 연합은 공무원들과 협력하여 지역 생활 임금을 폐지하는 법안에 반대했다. 미국 노동부 데이터에 따르면, 임금 인상을 통한 불평등에 맞서 싸우는 비영리 단체인 위스콘신 잡스 나우는 2011년부터 2013년까지 SEIU 조직으로부터 최소 250만 달러를 받았다.
이러한 조례는 최근에 제정된 것이지만, 이러한 정책이 임금과 고용에 미치는 영향을 측정하기 위한 여러 연구가 시도되었다. 연구자들은 비교를 위해 대조군을 분리하기 어렵기 때문에 이러한 정책의 영향을 측정하는 데 어려움을 겪었다. 주목할 만한 연구에서는 대조군을 생활임금법 통과를 시도했지만 실패한 도시의 하위 집합으로 정의했다. 이 비교는 생활임금이 도시의 평균 임금 수준을 높인다는 것을 나타낸다. 그러나 임금 분포의 하위 백분위수에 속하는 개인의 고용 가능성은 낮아진다.

## 생활임금 추정치
2003년 기준으로 미국 도시에는 122개의 생활임금 조례가 있으며, 추가로 논의 중인 75개의 조례가 있다. 유엔 세계인권선언 제23조는 "일하는 모든 사람은 자신과 가족에게 인간의 존엄성에 걸맞은 존재를 보장하는 정당하고 유리한 보수를 받을 권리가 있다"고 명시하고 있다
입법 행위 외에도 많은 기업이 자발적 행동 강령을 채택하고 있다. 남아프리카공화국의 설리번 원칙은 기업이 근로자의 기본적인 필요를 충족시키기 위해 보상해야 한다는 자발적 행동 강령의 한 예이다.
아래 표에서 12개국의 전국 비교 생활 임금을 추정하여 현지 통화와 구매력 평가(PPP)로 보고했다. 2000년 생활 임금 추정치는 저소득층의 경우 시간당 1.7 PPP에서 고소득층의 경우 시간당 약 11.6 PPP까지 다양하다.
| 나라             | 정규직 근로자 1명(4인 가구) | 국가의 평균 정규직 근로자 수(4인 가구) | 정규직 근로자 1명(가구 규모는 국가에 따라 다름) | 각국의 평균 정규직 근로자 수 |
| ---------------- | --------------------------- | -------------------------------------- | ----------------------------------------------- | ---------------------------- |
| 방글라데시       | 1.61                        | 1.14                                   | 2.02                                            | 1.44                         |
| 인도             | 1.55                        | 1.32                                   | 1.79                                            | 1.52                         |
| 짐바웨           | 2.43                        | 1.70                                   | 3.18                                            | 2.22                         |
| 저소득 평균      | 1.86                        | 1.39                                   | 2.33                                            | 1.72                         |
| 미국             | 3.03                        | 2.05                                   | 2.52                                            | 1.70                         |
| 에콰도르         | 1.94                        | 1.74                                   | 2. 23                                           | 2.01                         |
| 이집트           | 1.96                        | 1.77                                   | 2.45                                            | 2.21                         |
| 중국             | 2.08                        | 1.47                                   | 1.95                                            | 1.38                         |
| 남아프리카공화국 | 3.10                        | 2.60                                   | 3.35                                            | 2.81                         |
| 중-저소득 평균   | 2.42                        | 1.93                                   | 2.50                                            | 2.02                         |
| 리투아니아       | 4.62                        | 3.21                                   | 3.97                                            | 2.76                         |
| 코스타리카       | 3.68                        | 3.38                                   | 3.90                                            | 3.58                         |
| 중-상소득 평균   | 4.14                        | 3.30                                   | 3.94                                            | 3.17                         |
| 미국             | 13.10                       | 11.00                                  | 13.36                                           | 11.23                        |
| 스위스           | 16.41                       | 13.23                                  | 14.76                                           | 11.91                        |
| 고소득 평균      | 14.75                       | 12.10                                  | 14.06                                           | 11.57                        |

생활 임금 추정치는 지역에 따라 상당히 다르며, 다양한 방식으로 계산될 수 있다. 2019년 보고서에서 미국 옹호 단체인 전국 저소득 주택 연합은 공정 시장, 침실 2개짜리 아파트 임대에 필요한 시간당 임금을 계산했다. 추정치는 하와이(최저 임금이 시간당 10.10달러인 경우)의 최고 $36.82달러부터 아칸소(최저 임금이 시간당 9.25달러에서 11달러로 인상된 최저 주)의 최저 $14.26달러, 푸에르토리코(최저 임금이 시간당 7.25달러인 경우)의 최저 $9.59달러까지 다양하다.

## 생활 임금 이동

### 생활임금재단

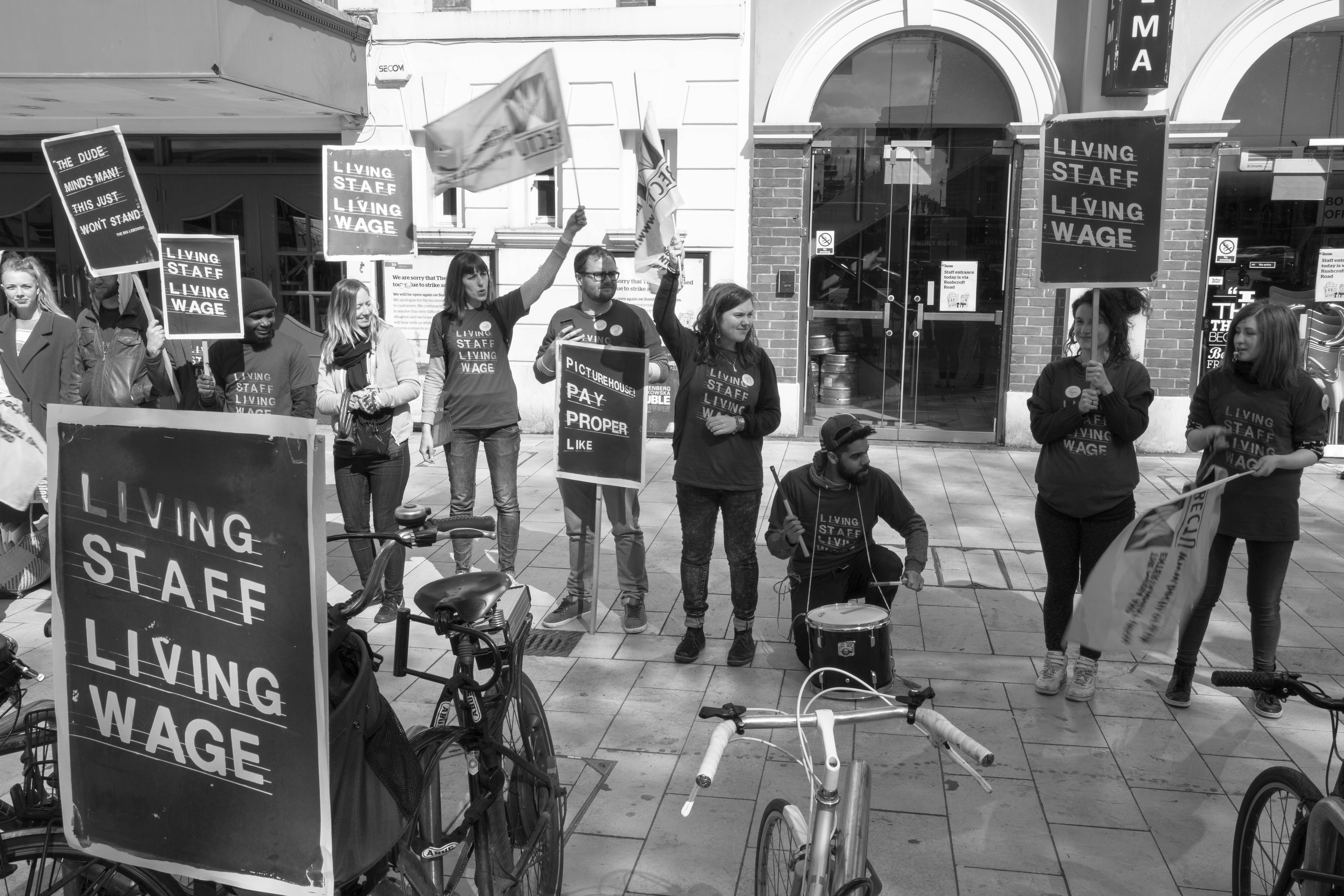
영국 런던에서 생활임금을 요구하며 시위하는 노동자들 (2017)

영국의 생활임금 캠페인은 런던에서 시작되었으며, 2001년에 지역 사회 단체인 런던 시티즌스(현재의 시티즌스 UK)의 회원들에 의해 시작되었다. 이 캠페인은 일련의 생활임금 캠페인에 참여했으며, 2005년에는 런던 대도시 당국이 런던 생활임금을 계산하기 위해 생활임금 단위를 설립했지만, 당국은 이를 강제할 권한이 없었다. 런던 생활임금은 2008년에 트러스트 포 런던이 캠페인, 연구 및 고용주 인증 제도에 대해 100만 파운드 이상의 보조금을 수여하면서 개발되었다. 이후 생활임금 캠페인은 영국 전역에서 지역 캠페인과 함께 전국적인 운동으로 성장했다. 조셉 론트리 재단은 러프버러 대학교의 사회정책연구센터(CRSP)에 자금을 지원했다 영국 전역의 최소 소득 기준(MIS) 수치를 계산하기 위해, 런던의 높은 생활비와 무관하게 영국 전역의 평균을 계산한다.
2011년에 CRSP는 MIS를 런던 외부에서 영국 생활임금을 설정하기 위한 표준 모델을 개발하기 위한 기초로 사용했다. 런던 시민들로부터 개발된 전국적인 지역 사회 조직 기관인 Citizens UK는 생활임금 재단과 생활임금 고용주 마크를 출범시켰다. 2011년부터 생활임금재단은 제안된 생활임금을 지급하는 수천 개의 고용주를 인증했다. 런던의 생활임금은 GLA 이코노믹스에서 계산하며, CRSP는 런던 외 생활임금을 계산한다. 2015년 기준으로 런던의 시간당 권장 요금은 £9.40, 영국 외 지역의 경우 £8.25이다. These rates are updated annually in November. In January 2016 the Living Wage Foundation set up a new Living Wage Commission to oversee the calculation of the Living Wage rates in the UK.

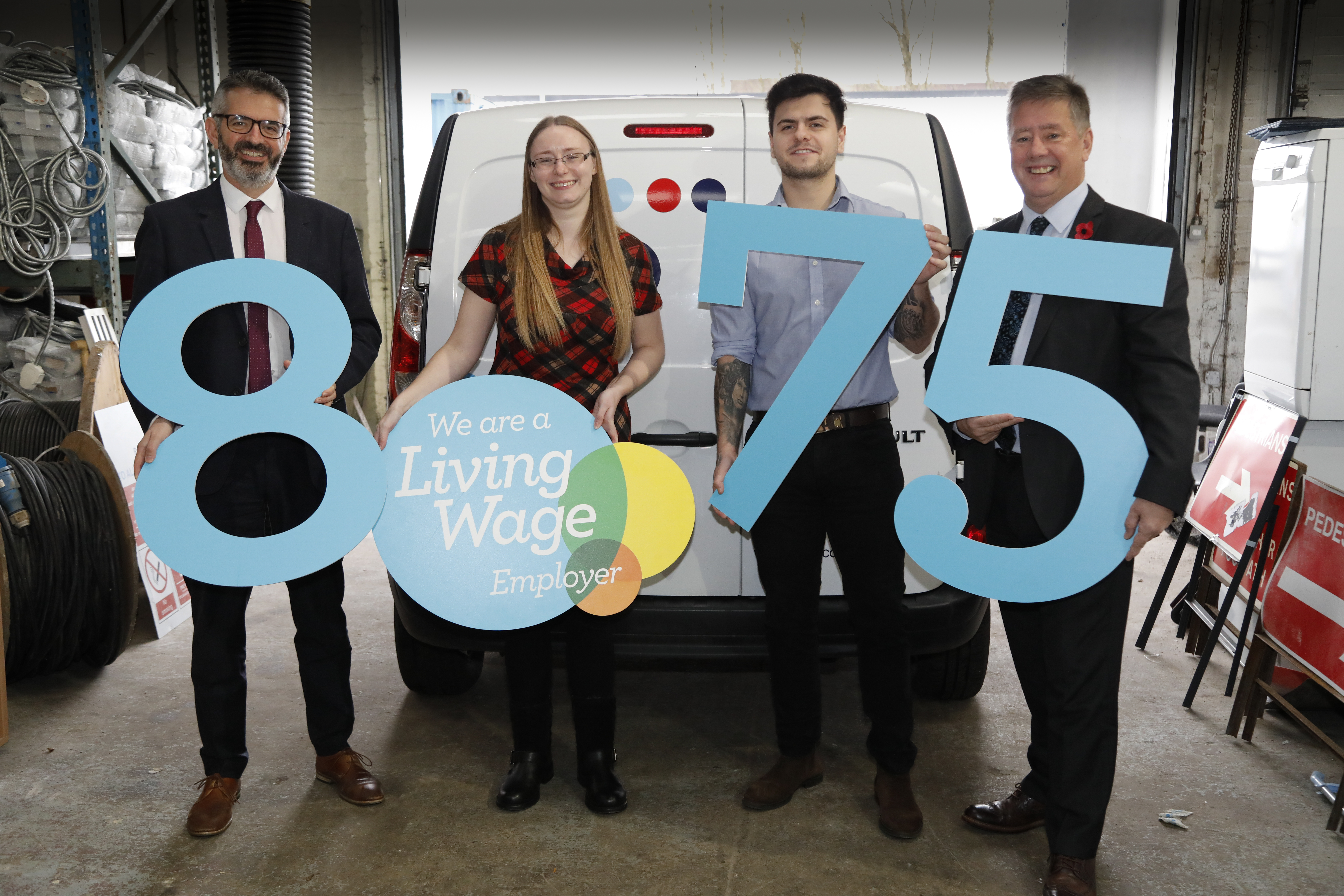
키스 브라운(SNP) 및 기타 스코틀랜드 운동가들, 2017년 생활임금 8.75파운드 지원

2012년, 런던의 생활임금 비용과 혜택에 대한 연구는 런던 신탁 협회의 자금 지원을 받아 퀸 메리 대학교에서 수행되었다. 2014년에 영국의 법정 최저임금을 생활임금재단의 생활임금 권고와 동일한 수준으로 인상하는 잠재적 영향에 대한 추가 연구가 여러 보고서에 발표되었다. 여기에는 런던 신탁 기금에서 자금을 지원하는 두 개의 보고서가 포함되었다 공공정책연구소(IPPR) 및 결의안 재단에서 수행했다: "Beyond the Bottom Line" 그리고 "What Price a Living Wage?" 또한 랜드먼 이코노믹스는 "영국의 모든 직원에게 생활임금을 확대하는 것의 경제적 영향"을 발표했다.
2014년 요크 대주교 존 센타무 박사가 주재한 생활임금위원회의 보고서에 따르면, 영국 정부는 자국 노동자들에게 "생활임금"을 지급하되 민간 부문에 자발적으로 지급해야 한다고 권고했다. 2014년 말에 발표된 New Policy Institute와 Trust for London의 데이터에 따르면, 2011년부터 2013년까지 런던의 직원 중 20%가 생활임금재단의 권장 생활임금보다 낮은 임금을 받고 있는 것으로 나타났다. 이 비율보다 낮은 임금을 받는 주민의 비율은 뉴햄(37%)과 브렌트(32%)에서 가장 높았다. 2014년 국가통계청의 연구에 따르면 당시 런던 외 지역에서 생활임금보다 적은 임금을 받는 일자리의 비율은 23%였다. 런던 내에서는 이에 해당하는 수치가 19%였다. 트러스트 포 런던의 의뢰를 받은 러프버러 대학교의 연구에 따르면 런던 시민 10명 중 4명은 기본적인 욕구를 충족하고 최소한의 수준으로 사회에 참여할 수 있는 적절한 생활 수준을 감당할 수 없는 것으로 나타났다. 이는 영국 전체의 기준치인 30%보다 훨씬 높은 수치이다. 이는 2010/11년 이후 40만 명이 증가한 350만 명에 해당하는 수치이다. 이 연구는 더 많은 런던 시민이 괜찮은 생활 수준에 도달할 수 있도록 런던 생활임금을 비롯한 더 나은 임금을 통해 소득을 개선할 필요성을 강조한다.
2010년부터 2015년까지 노동당 당수였던 에드 밀리밴드는 생활임금을 지지했다. 그리고 이를 채택한 고용주들을 위한 세금 감면 제안을 했다. 노동당은 버밍엄과 같은 일부 지방 의회에서 생활 임금을 시행하고 있다. 그리고 카디프프 의회에서도 이를 주장하고, 시행하고 있다. 녹색당은 또한 국민 최저임금이 순 국민 평균 소득의 60%가 되어야 한다고 믿고 생활임금 도입을 지지하고 있다. 여관 페인은 또한 북아일랜드의 생활임금 도입을 지지한다. 다른 지지자로는 가디언 신문 칼럼니스트 폴리 토인비, 빈곤에 관한 교회 행동 등이 있다. 스코틀랜드 저임금 부서와 블룸즈버리의 반격으로도 볼 수 있다.

### 아일랜드 공화국
2014년부터 아일랜드 공화국에서는 활발한 생활임금 캠페인이 진행되고 있다. 그것은 사회 정의를 위한 빈센트 파트너십(VPSJ), 네빈 경제 연구소(NERI), TASC, 사회 정의 아일랜드, UCD 사회 정책, 사회 사업 및 사회 정의 학교, SIPTU, United the Union 및 St Vincent de Paul 학회의 지원을 받고 있다.
아래는 2014년 이후 각 연도의 시간당 최저임금(성인 기준)과 생활임금 캠페인에서 권장하는 생활임금 표이다.
| 연도    | 생활임금 | 최소 임금 |
| ------- | -------- | --------- |
| 2014    | €11.45   | €8.65     |
| 2015    | €11.50   | €8.65     |
| 2016    | €11.50   | €9.15     |
| 2017    | €11.70   | €9.25     |
| 2018    | €11.90   | €9.55     |
| 2019–20 | €12.30   | €9.80     |
| 2020–21 | €12.30   | €10.20    |
| 2021–22 | €12.90   | €10.44    |

이는 VPSJ의 최소 필수 생활 수준(MESL) 연구를 기반으로 계산되며, 최저 생활 수준의 비용과 비교하여 생활 임금 기술 그룹에 의해 설정된다. 이는 신페인당, 노동당, 사회민주당의 지지를 받고 있으며, 연대-이익 이전의 사람들은 생활임금 15유로를 권장하고 있다. 아온투는 지역마다 다른 비율로 생활 임금을 지원하며, "생활 연금"도 추천했다
이 법안은 아이벡과 아일랜드 중소기업 협회(ISFA)를 비롯한 고용주들의 반대에 부딪혔고, 슈퍼마켓 체인인 리들과 알디는 2020년에 모든 직원에게 생활임금을 지급하기로 약속했다.
2021년, 저임금 위원회는 생활임금을 연구하고 연령대나 지역에 따라 생활임금을 다르게 적용해야 하는지 여부를 결정하기 시작했다.

### 아시아 최저임금
2009년에 출범한 Asia Floor Wage는 아시아 전역에 생활임금을 도입하려는 노동자 및 기타 단체들의 느슨한 연합체로, 특히 섬유 제조에 중점을 두고 있다. 방글라데시, 캄보디아, 홍콩 S.A.R., 인도, 인도네시아, 말레이시아, 파키스탄, 필리핀, 스리랑카, 태국, 튀르키예의 회원 협회와 유럽 및 북미의 지지자들이 있다. 이 캠페인은 개발도상국 근로자들에게 생활임금을 지급하지 않는 다국적 고용주들을 대상으로 한다.

### 미국 생활 임금 캠페인

#### 뉴욕

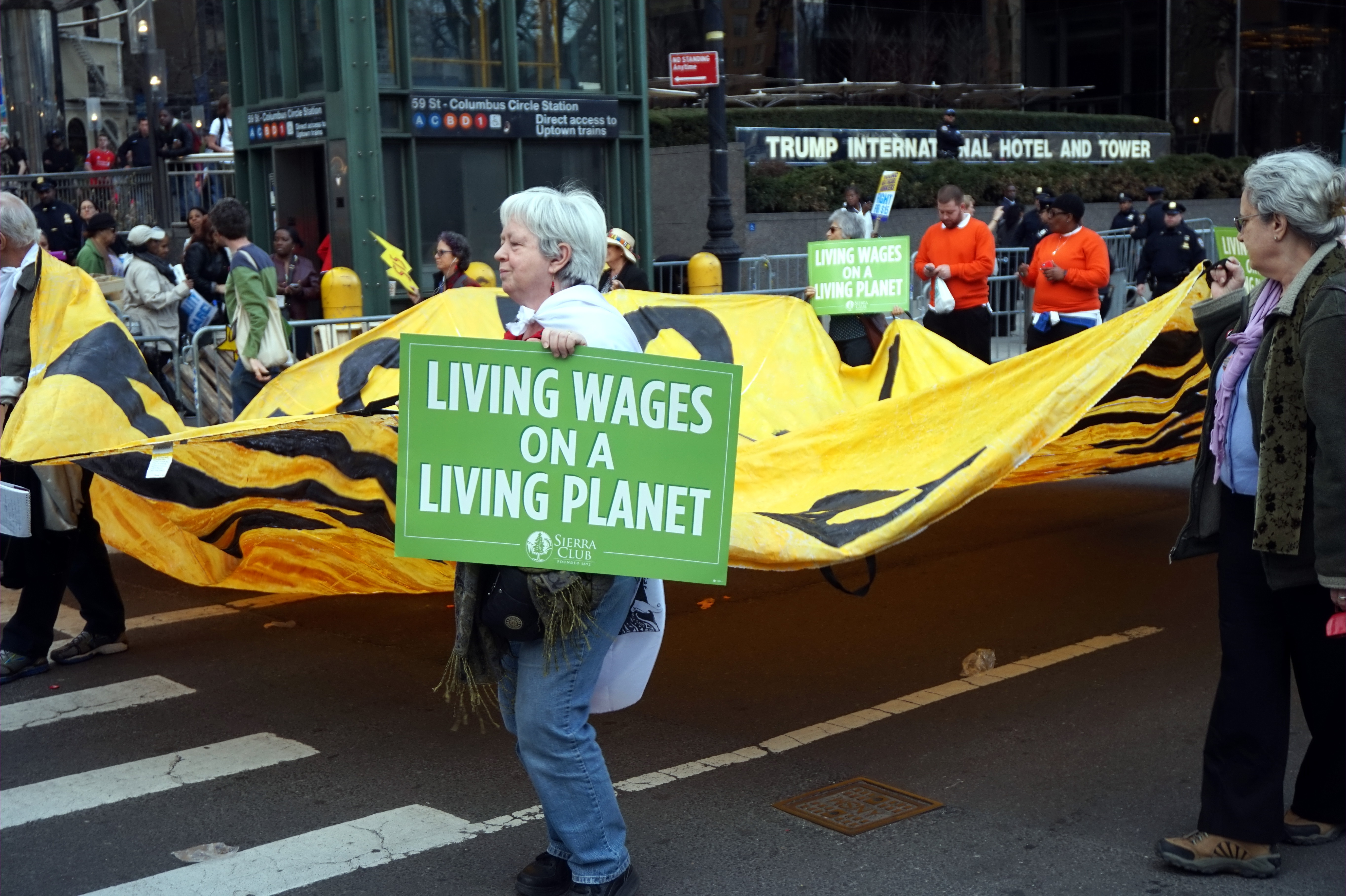
뉴욕시 생활임금 시위와 행진 (2015)

제안된 법안은 납세자에게 투자금이 어디로 가는지 알려주고 개발자가 더 엄격한 고용 기준을 준수하도록 할 것이다. 제안된 법안은 납세자가 자금을 지원하는 상당한 보조금을 받는 개발자에게 직원에게 최저 생활임금을 지급하도록 요구할 것이다. 이 법은 삶의 질을 높이고 지역 경제를 활성화하기 위해 고안되었다. 특히, 제안된 법안은 대규모 개발 프로젝트의 근로자가 시간당 최소 10.00달러의 임금을 받을 수 있도록 보장할 것이다. 생활임금은 생활비 인상을 감당할 수 있도록 지수화된다. 또한, 이 법안은 고용주로부터 건강보험을 받지 않는 근로자에게 시간당 1.50달러를 추가로 지급하여 의료비를 보조하도록 요구할 것이다. 보조금을 받는 개발에 종사하는 근로자도 생활임금을 보장받을 자격이 있다.
많은 시 공무원들은 생활임금 요건이 비즈니스 환경을 제한하여 도시가 잠재적 산업에 덜 매력적으로 만든다고 생각하여 반대해 왔다. 물류 도시는 조례를 집행하기 위해 직원을 고용해야 한다. 반대로 이 법안을 지지하는 사람들은 임금이 충분하지 않으면 저임금 근로자는 푸드 스탬프나 메디케이드와 같은 공공 지원에 의존할 수밖에 없다는 사실을 인정했다.
재정정책연구소의 제임스 패럿은 2011년 5월 뉴욕시의회 회의에서 평균 교육 수준의 급격한 증가에도 불구하고 지난 20년 동안 뉴욕시 저임금 근로자의 실질 임금이 크게 감소했다고 증언했다. 재정정책연구소의  report에 따르면 사업세 보조금은 전체 뉴욕시 세금 징수액보다 2.5배 더 빠르게 증가했으며, 이러한 공공 자원이 빈곤 수준의 일자리에 투자되는 이유를 묻는다. 패럿은 뉴욕시의 소득 불평등이 다른 대도시의 소득 불평등을 초과하며, 소득이 가장 높은 1%는 전체 소득의 44%를 받는다고 증언했다.

#### 마이애미데이드 카운티
생활임금을 위한 지역사회 연합(CCLW)은 1997년 플로리다주 마이애미에서 지역 빈곤 퇴치 및 노동 단체인 카탈리스트 마이애미, 그레이터 마이애미 법률 서비스, 남부 플로리다 AFL-CIO 간의 파트너십으로 출범했다. CCLW는 1999년 마이애미-데이드 카운티 생활임금 조례 통과를 위한 성공적인 캠페인을 조직했으며, 이는 남부에서 처음 있는 일이었다. 이 조례에 따르면 마이애미데이드 카운티와 그 계약업체는 모든 직원에게 인플레이션에 연동된 생활임금을 지급해야 한다: 급여가 포함된 시간당 $12.63 또는 혜택이 없는 시간당 $15이다(2018년 기준).

#### 버지니아 대학교
2012년 2월, 버지니아 대학교의 생활임금 캠페인은 대학 관리자들에게 대학의 생활임금 정책을 요구하는 일련의 요구 사항을 발표했다. 이러한 요구 사항에는 2월 17일까지 대학이 이 문제를 "명시적으로 해결"해야 한다는 요구 사항이 포함되어 있었다. 테레사 설리반 대학 총장은 2월 17일 하루가 끝나기 직전에 대학 커뮤니티에 보낸 대량 이메일에서 이러한 요구 사항에 응답했지만, 캠페인은 그녀의 대응이 "의도적으로 오해를 불러일으킨다"고 비판하며 조치를 취할 것을 다짐했다.
2월 18일, 캠페인은 저임금 노동자들의 어려움을 알리기 위해 12명의 학생들이 단식 투쟁을 시작할 것이라고 발표했다.

## 비판
생활임금법 시행에 대한 비판은 최저임금 에 대한 비판과 유사한 형태를 취했다. 경제적으로 두 가지 모두 노동 가격 하한선으로 분석될 수 있다. 가격 하한선 이 균형 가격 보다 높고 따라서 효과적이라면 필연적으로 흑자가 발생한다. 이는 고용주가 생활임금으로 고용하려는 직원 수가 균형 임금 가격으로 고용하려는 직원 수보다 적음을 의미한다. 많은 사람들은 노동 시장 의 맥락에서 이것이 모든 고용주의 거시 경제적 총 노동 수요를 감소시킬 것이며 최저 임금을 생활 임금으로 설정하면 실업률이 높아질 수 있다고 추정한다.  대신 Rehn과 Meidner는 더 높은 최저 임금이 구조적 변화 를 통해 생산성 증가를 유도하여 노동에 대한 총 수요를 줄이는 대신 미시 경제적 노동 수요가 다른 고용주에 걸쳐 근로자를 다른 직업으로 재편성할 것이라고 제안했다. 많은 양의 실증적 연구는 최저 임금이 고용에 미치는 영향에 초점을 맞추었으며, 그 중 대부분은 David Card 와 Alan Krueger 의 연구에 이어 한 주에서 최저 임금이 인상된 후 두 주에서 실업률에 차이가 없다는 사실을 발견했다.
생활임금 조례의 진행을 종종 방해하는 논쟁은 범위와 관련이 있다. 한 주에 여러 유형의 가구가 있을 때 임금이 미묘한 차이를 가질 수 있기 때문에 개인에게 적용해야 하는지 아니면 가족 전체에게 적용해야 하는지는 논란의 여지가 있다.  생활 임금 조례의 복잡성에 대한 잠재적인 해결책에는 회사 간 기준으로 생활 임금에 대한 장단점을 평가하려는 "특정 고용주 조항"이 포함된다. 이 접근 방식을 지지하는 주장에서는 직원 사기를 강화하고 사회적 자본을 늘리는 데 도움이 될 수 있다고 주장한다.
비평가들은 실업률 증가뿐 아니라 물가 상승, 노동 대체 효과로 인한 신입 일자리 부족도 경고했다.  생활임금을 자발적으로 도입하는 것은 같은 시장에서 다른 기업이 생활임금을 채택하는 기업에 비해 경쟁 우위를 가질 수 있기 때문에 불가능하다는 비판을 받고 있다.  경제적 주장은 ceteris paribus (다른 모든 조건이 동일할 때), 시장에서 요구하는 것보다 더 많은 근로자에게 급여를 지급하는 회사가 시장 요율에 따라 급여를 지급하는 회사와 경쟁 할 수 없다는 것이다.
또 다른 문제는 생활임금이 다른 조치에 비해 덜 효과적인 빈곤 퇴치 도구일 수 있다는 것이다. 저자들은 생활임금이 증가하는 경제적 불평등 , 장기 저임금 일자리 증가, 노조 쇠퇴 및 근로자에 대한 법적 보호 문제를 해결하는 제한된 방법일 뿐이라고 지적한다.  생활 임금 조례는 일부 지지자들이 개인 임금 이 아닌 가족 임금 으로 정의한 생활 임금 문제를 다루려고 시도하기 때문에 많은 수혜자들은 이미 그보다 훨씬 더 많은 돈을 버는 가족에 속해 있을 수 있다. 적절한 생활 수준을 제공하는 데 필요하다. 이 주장은 빈곤층에서 혜택을 받는 부분보다는 빈곤층에서 혜택을 받는 부분에 초점을 맞추고 있다. 2000년 고용정책연구소(Employment Policies Institute)가 노동경제학자를 대상으로 실시한 조사에 따르면 생활임금이 매우 또는 어느 정도 효과적인 빈곤 퇴치 도구라고 생각한 사람은 31%에 불과했으며, 98%는 미국의 근로소득세 공제 및 일반 복지 보조금과 같은 정책을 보았다. 비슷한 정맥.  반면, 캘리포니아주 노동통계연구부의 경제학자 Zagros Madjd-Sadjadi에 따르면, 생활임금은 노동 윤리를 강화하고 노동 윤리를 강화하기 때문에 대중이 다른 방법보다 선호하는 것으로 보일 수 있다. 복지와 달리 공공 금고에서 나오는 순수한 현금 "선물"로 종종 여겨지는 가치 있는 무언가가 생산되도록 보장한다."
가족임금이라는 정의에 근거한 생활임금 개념은 가장으로서 남성의 역할을 강조한다는 이유로 비판을 받아왔다.

## 같이 보기
- 기본소득(국민배당)
- 소득과 부의 재분배(RIW)
- 부유세
- 누진세
- 직접세
- 노동 빈곤층
- 일용직
- 비정규직
- 88만 원 세대
- 8시간 노동제
- 노동 운동
- 프리터
- 가족임금